# Oakville (Kalifornia)
Oakville – jednostka osadnicza w Stanach Zjednoczonych, w stanie Kalifornia, w hrabstwie Napa.